# خرده‌اویماق
خرده‌اویماق (به ترکی آذربایجانی: Xırdaoymaq) یک منطقهٔ مسکونی در جمهوری آذربایجان است که در شهرستان شابران واقع شده‌است.